# Ga Dangsan
Ga Dangsan (Tiếng Hàn: 당산역, Hanja: 堂山驛) là ga trung chuyển cho Tàu điện ngầm Seoul tuyến 2 và Tàu điện ngầm Seoul tuyến 9 nằm ở Dangsan-dong 6-ga, Yeongdeungpo-gu, Seoul. Bởi vì là ga nằm ở trên cao, tàu đi hoặc đến từ phía Bắc đều sử dụng Cầu đường sắt Dangsan.

## Lịch sử
- 30 tháng 6 năm 1983: Quyết định đặt tên ga là Ga Dangsan [2]
- 22 tháng 5 năm 1984: Việc kinh doanh bắt đầu với việc khai trương Đại học Giáo dục Quốc gia Seoul ~ Euljiro 1(il)-ga của Tàu điện ngầm Seoul tuyến 2.
- 31 tháng 12 năm 1996: Với việc xây dựng lại Cầu Đường sắt Dangsan, nó trở thành ga xuất phát và kết thúc tạm thời, đồng thời lắp đặt một đường vòng.
- 16 tháng 11 năm 1999: Việc xây dựng lại cầu đường sắt Dangsan hoàn thành và đường rẽ bị phá bỏ.
- 22 tháng 11 năm 1999: Cầu đường sắt Dangsan mở cửa trở lại và trở thành ga trung gian một lần nữa, và dịch vụ giữa ga Dangsan và ga Hapjeong được nối lại.
- 18 tháng 9 năm 2008: Tên ga tàu điện ngầm Seoul tuyến 9 được quyết định là Ga Dangsan[3]
- 24 tháng 7 năm 2009: Nó trở thành ga trung chuyển với việc khai trương đoạn Gaehwa ~ Sinnonhyeon của Tàu điện ngầm Seoul tuyến 9.
- 20 tháng 11 năm 2009: Một cầu vượt dành cho người đi bộ kết nối trực tiếp với Công viên Seonyudo đã được xây dựng gần Cầu Đường sắt Dangsan.

## Bố trí ga

### Tuyến số 2 (3F)
| Văn phòng Yeongdeungpo-gu ↑ |
| \| Vòng ngoài               |
| ↓ Hapjeong                  |

| Vòng ngoài | ●Tuyến 2 | ← Hướng đi Văn phòng Yeongdeungpo-gu · Sindorim · Gangnam        |
| Vòng trong | ●Tuyến 2 | → Hướng đi Hapjeong · Đại học Hongik · Sinchon · Tòa thị chính → |

### Tuyến số 9 (B3F)
| Seonyudo (Địa phương) ↑ Yeomchang (Tốc hành) ↑ |
| E/B W/B \|                                     |
| ↓ Yeouido (Tốc hành) ↓ Quốc hội (Địa phương)   |

| Hướng Tây  | ● Tuyến 9 | Địa phương · Tốc hành | ← Hướng đi Sân bay Quốc tế Gimpo · Gaehwa        |
| Hướng Đông | ● Tuyến 9 | Địa phương · Tốc hành | → Hướng đi Bệnh viện cựu chiến binh Trung ương → |

## Xung quanh nhà ga
| Lối ra \| 나가는 곳 \| Exit \| 出口 | Lối ra \| 나가는 곳 \| Exit \| 出口 |
| ----------------------------------- | --- |
| 1                                   | Trung tâm An toàn Dangsan 119 |
| 2                                   | Khu vực không trọng lực Yeongdeungpo |
| 3                                   | Hướng Công viên Yanghwa Hangang Hướng Công viên Seonyudo Cầu Đường sắt Dangsan |
| 4                                   | Hướng Công viên Yeouido Hangang Samsung Raemian 1 APT |
| 5                                   | Tổng công ty Bảo hiểm Y tế Quốc gia Yeongdeungpo Chi nhánh phía Nam |
| 6                                   | Viện An toàn Phòng cháy chữa cháy Hàn Quốc |
| 7                                   | Dangsan-dong 6-ga |
| 8                                   | Trường trung học cơ sở Dangsan Viện an toàn phòng cháy chữa cháy Hàn Quốc Viện nghiên cứu & thử nghiệm Hàn Quốc Dangsan Prugio APT                                                       |
| 9                                   | Hướng Yeongdeungpo Samhwan APT Samsung Raemian 4 APT |
| 10                                  | Sở cảnh sát Seoul Yeongdeungpo Samsung Raemian 2 APT Samsung Raemian 4 APT |
| 11                                  | Trung tâm cộng đồng Dangsan 2-dong · Trung tâm an toàn công cộng Dangsan Trường trung học cơ sở Dangsan Seo Trường tiểu học Seoul Dangseo Yuwon Jeil APT Hướng Văn phòng Yeongdeungpo-gu |
| 12                                  | Yangpyeong-dong 4-ga Trường THPT Seonyu Trường trung học Seonyu Hướng ga Seonyudo |
| 13                                  | Trung tâm An toàn Dangsan 119 Hướng đi Công viên Seonyudo Hướng cầu Yanghwa Hướng ga Seonyudo Trường Cao đẳng nghề Seoul Hyundai                                                         |

## Hình ảnh

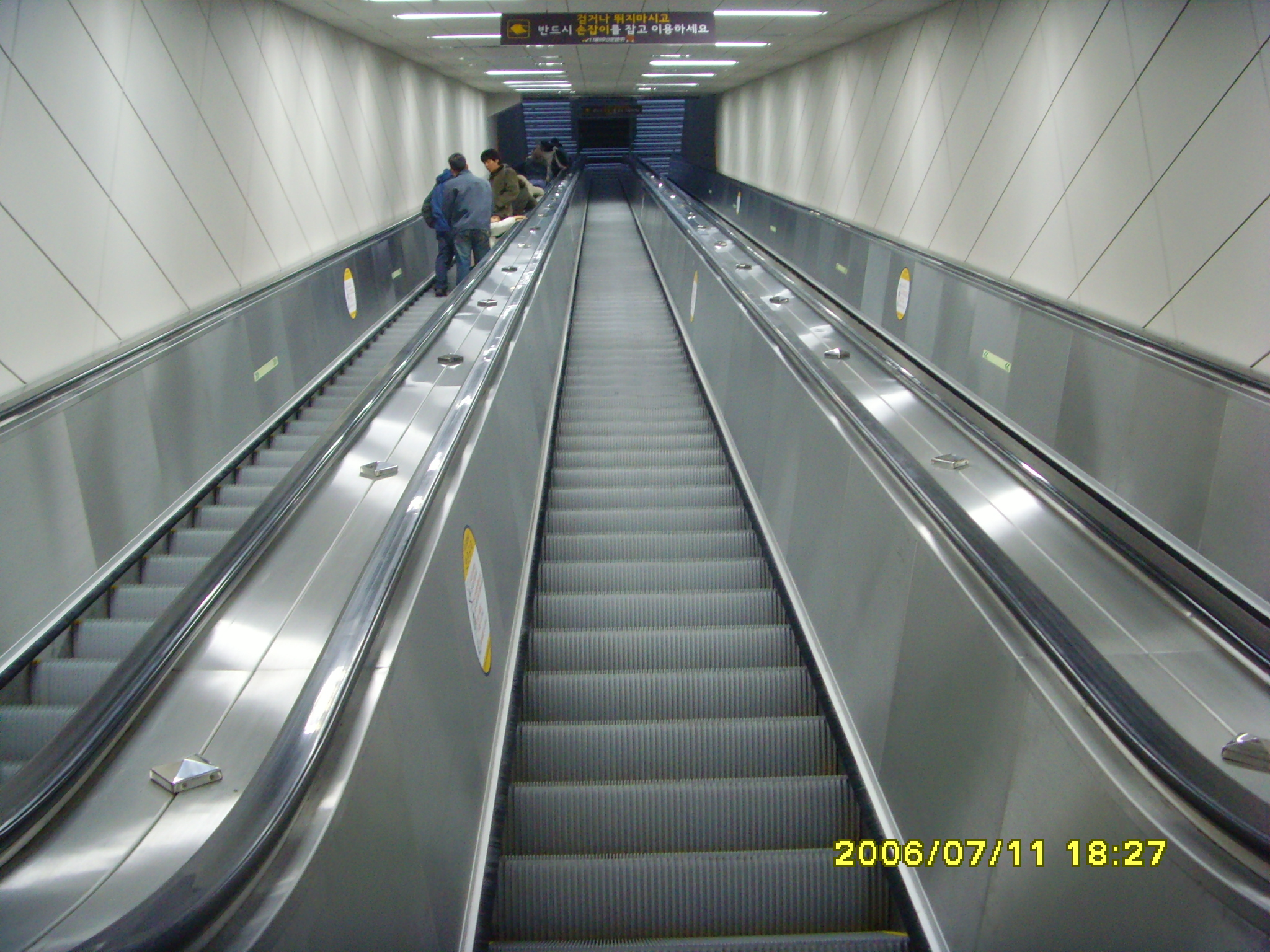
Lối đi chuyển Tuyến 9 - Tuyến 2
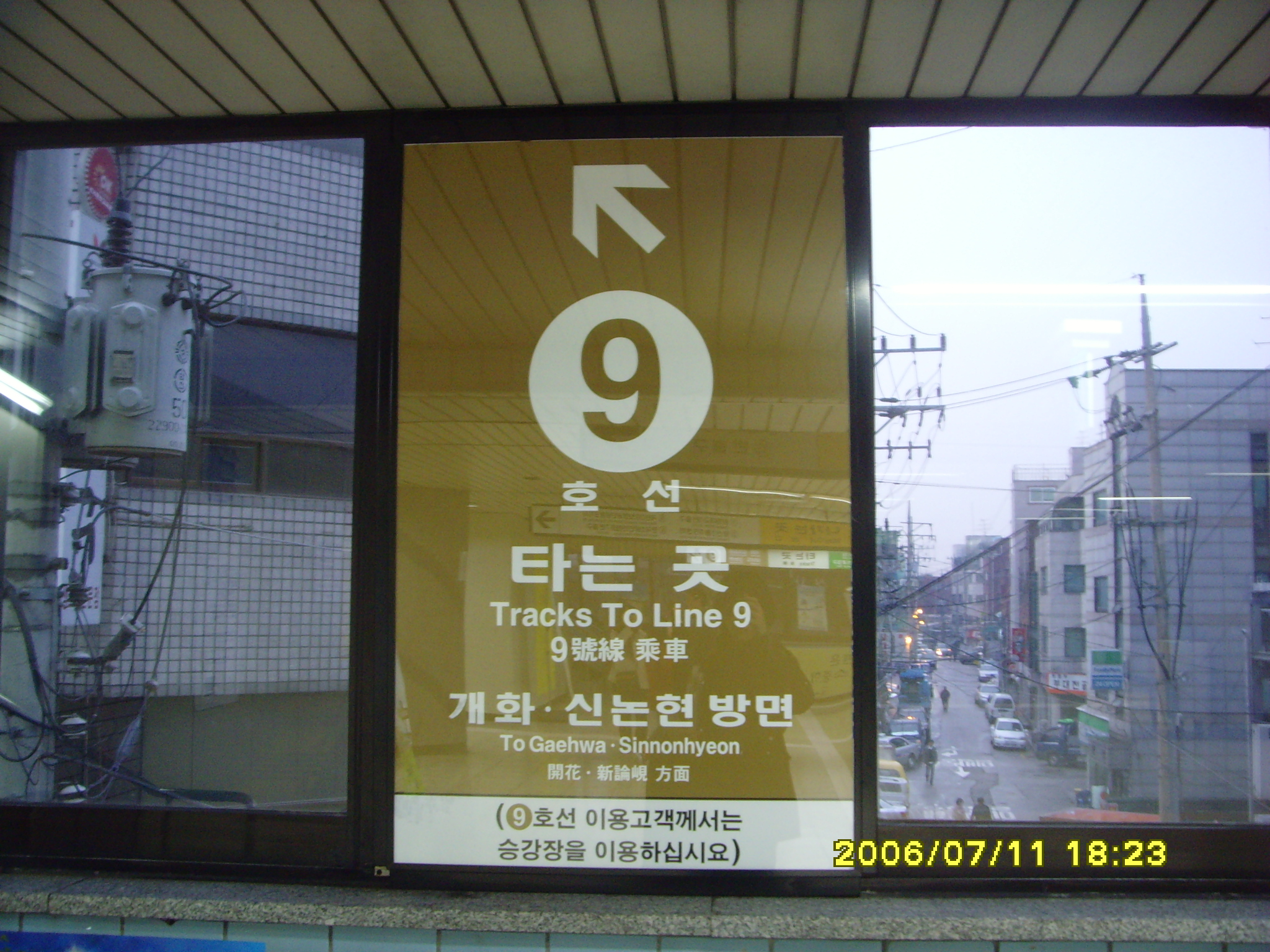
Thông tin chuyển tuyến cho Tuyến 2
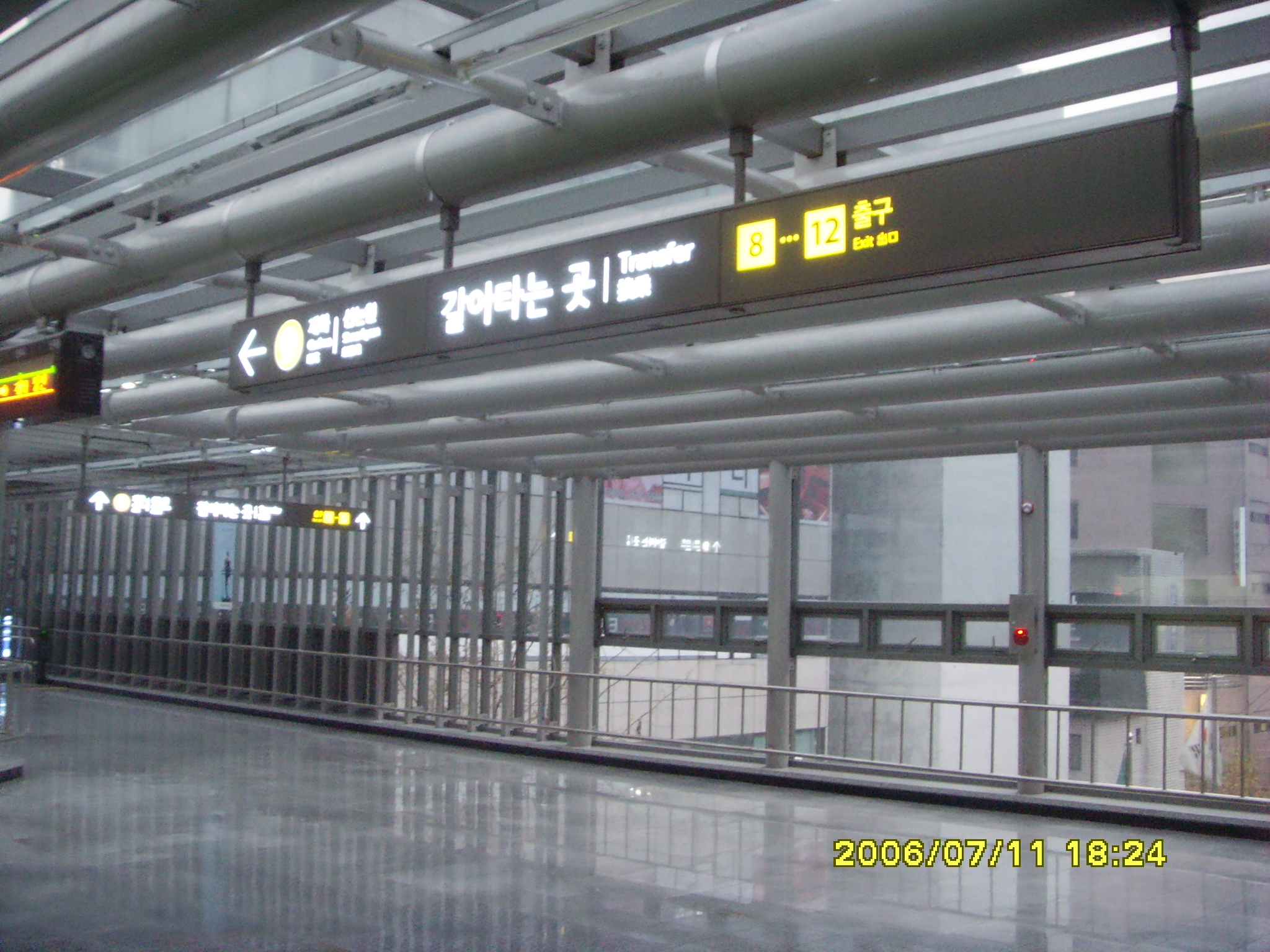
Thông tin chuyển tuyến cho Tuyến 2
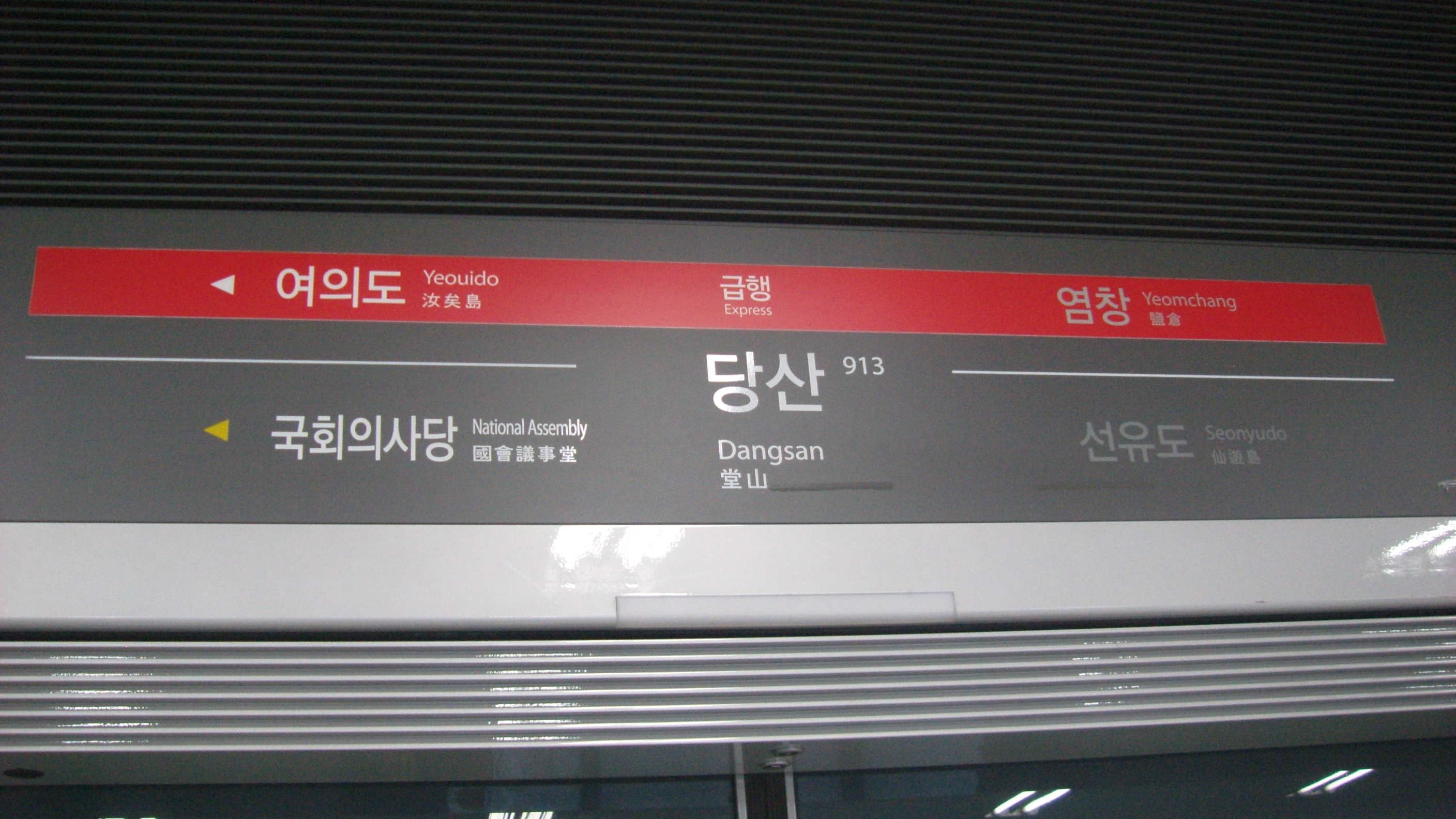
Bảng tên ga trên cửa chắn Tuyến 9 (Hướng Bệnh viện Cựu chiến binh Trung ương/tốc hành)
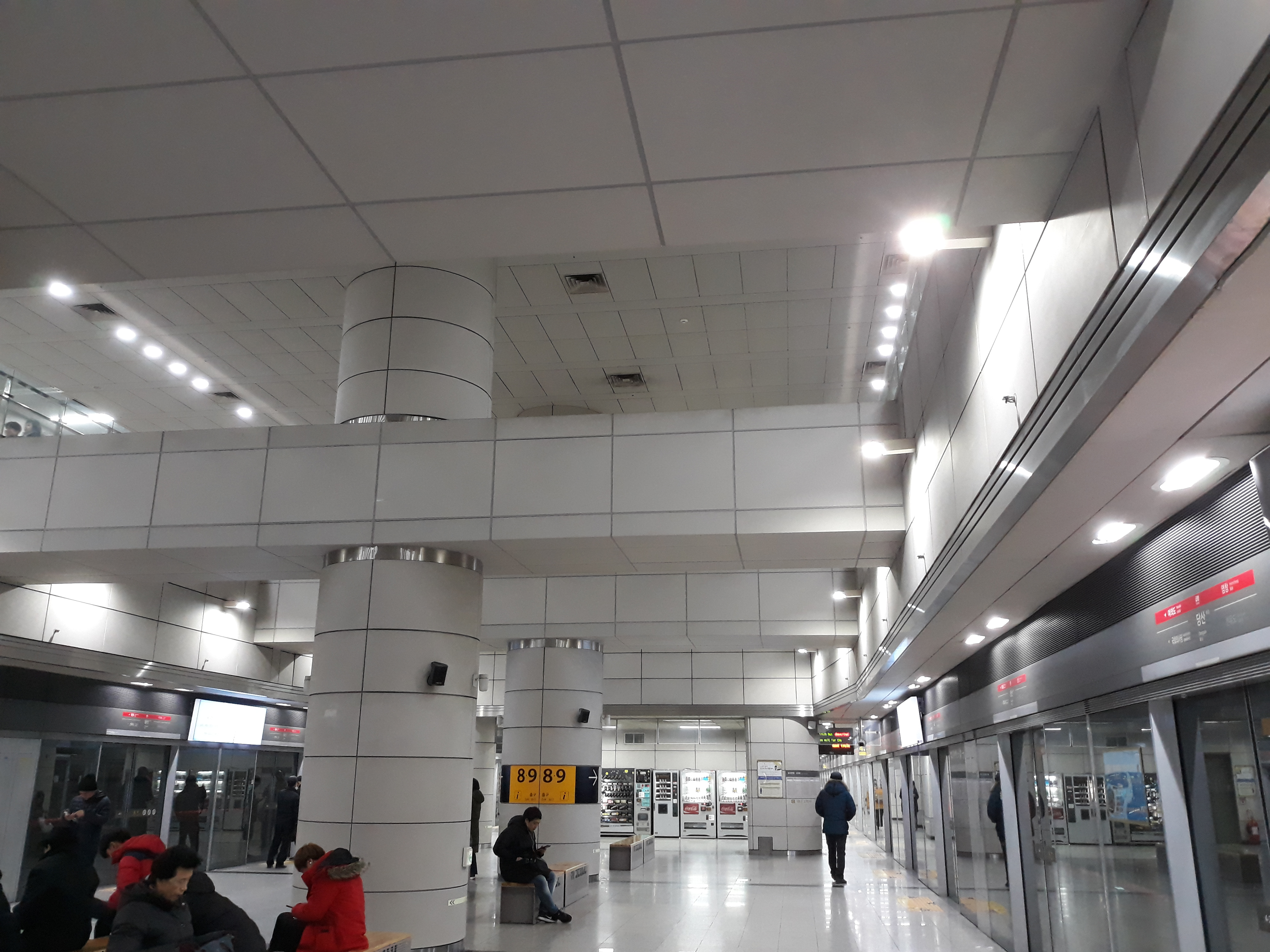
Sân ga Tuyến 9 (Hướng Gaehwa/tốc hành sân bay Quốc tế Gimpo (bên trái), hướng Bệnh viện Cựu chiến binh Trung ương/tốc hành (bên phải))